# فيكي لويس تومسون
فيكي لويس تومسون (بالإنجليزية: Vicki Lewis Thompson)‏ (11 أكتوبر 1950 في الولايات المتحدة)؛ روائية أمريكية.